# Thane (stad)
Thane (Marathi: ठाणे) is een stad in de Indiase staat Maharashtra en het bestuurlijke centrum van het gelijknamige district. De stad is de grootste voorstad van Mumbai. Thane is gelegen op het eiland Salsette en had 1.841.488 inwoners bij de volkstelling van 2011.

## Geografie
Thane is gelegen in het noordoosten van het eiland Salsette, waar de Thane, een kreek, zich versmalt. Aan de zuidkant is de stad samengesmolten met Mulund, een buitenwijk van Mumbai. Aan de westkant ligt het Nationaal park Sanjay Gandhi en aan de oostkant liggen de heuvels van Yeour.
De stad staat bekend om zijn rond de dertig meren.

## Bevolking
De bevolking van Thane is sinds het begin van de jaren negentig sterk toegenomen. Vooral met mensen die het drukke Mumbai ontvluchtten. Zo'n 75% van de bevolking bestaat uit Marathi sprekende Marathi.

## Geschiedenis
Er wordt gezegd dat de naam "Thane" zijn oorsprong heeft in Sthan of Sthanaka, de hoofdstad van de Silharakoningen van Konkan.
Het oudste bewijs van het bestaan van Thane valt te lezen in de werken van de Griekse geograaf Ptolemaeus, die in zijn beschrijvingen tussen 135 en 150 het heeft over een plaats genaamd Chersonesus, die volgens onderzoekers het gebied rond de kreek van Thane moest voorstellen.
De Venetiaanse reiziger Marco Polo bezocht Thane in 1290. Hij  beschreef de stad als een groots koninkrijk, met een drukke en goed ontwikkelde haven.
De Portugezen kwamen rond 1530 naar Thane en maakten er tot 1737, meer dan tweehonderd jaar de dienst uit. Thane stond toen bekend als Cacabe de Tana. De bouw van het Fort van Thane begon in 1730.
De Marathas veroverde Vasai (Bassein) en Thane in respectievelijk 1739 en 1737. Zij hielden hun machtsinvloed tot 1774, toen de Britten het fort veroverden en de machthebbers werden in Thane, toen ook bekend onder de naam Tanna. De Britten maakte van de stad een districtshoofdstad en de gemeentelijke raad van Thane werd gevormd in 1863, toen de stad zo'n 9000 inwoners had.
De eerste trein in India reed van het station Bori Bunder (tussen 1897 en 1996 Victoria Terminus, sindsdien Chhatrapati Shivaji Terminus) in toen nog Bombay naar Thana in 1853. Thane (of Thana) is het Marathi-woord voor treinstation. Thane was op dat moment het enige treinstation naast Victoria Terminus.
Na de onafhankelijkheid van India in 1947, begin Thane langzaam te groeien en werd een industriële stad in de jaren zestig en zeventig van de 20e eeuw. Er was hierdoor ook een groei in de handelssector, transportsector en bouwactiviteiten. Deze groei versnelde in de jaren tachtig. Ooit beschouwd als de "lelijke tweeling" van Mumbai, is Thane anno 2007 een stuk netter en geordender dan de chaotische metropool Mumbai. Thane wordt echter wel steeds meer geplaagd door overbevolking en problemen met de grote hoeveelheid forensenverkeer.

## Economie
Thane heeft een groot industrieel gebied. Er zijn nog steeds vele grote en kleine industrieën. Dit betreft oorspronkelijk vooral chemische industrie, technische industrie, textielindustrie en elektriciteitsindustrie. Anno 2007 zijn veel van deze industriegebieden omgevormd ten behoeve van de dienstverlening, zoals softwarebedrijven, outsourcing-bedrijven en callcenters.